# Linda Pastan
Linda Pastan (née le 27 mai 1932 à New York (État de New York) et morte le 30 janvier 2023 à Chevy Chase (Maryland)) est une poétesse américaine d'origine juive. 
Elle est connue pour avoir écrit de courts poèmes abordant des sujets tels que la vie familiale, la maternité, l'expérience féminine, le vieillissement, la mort, la perte et la peur de la perte, ainsi que la fragilité de la vie et des relations. Ses plus récents recueils de poésie sont Insomnia, Travelling Light et A Dog Runs Through It.

## Biographie

### Carrière
Linda Pastan a publié quinze livres de poésie et plusieurs essais. Ses prix comprennent le prix Dylan Thomas, un prix Pushcart, le prix Alice Fay di Castagnola Award (Société de poésie américaine), le prix Bess Hokin (Poetry Magazine), le prix Maurice English Poetry de 1986 (pour A Fraction of Darkness), la Charity Randall Citation of the International Poetry Forum et le prix 2003 Ruth Lilly de poésie. Elle a également reçu le Distinguished Alumnae Award du Radcliffe College.
Deux de ses recueils de poèmes ont été nommés pour le National Book Award et un pour le Los Angeles Times Book Prize.

### Famille
En 2018, Linda Pastan vit à Chevy Chase (Maryland), avec son mari Ira Pastan, médecin et chercheur.
C'est la mère de la romancière Rachel Pastan, de Peter Pastan, chef et restaurateur à Washington DC, et du néphrologue Stephen Pastan d'Atlanta.

## Œuvre
- A perfect circle of sun, Chicago, Swallow Press, 1971 (ISBN 9780804005531)
- Aspects of Eve, New York, Liveright, 1975
- In the way to the zoo: poems, illustrés par Raya Bodnarchuk, Dryad Press, 1975
- Marks, 1978
- The Five Stages of Grief, New York, W. W. Norton & Company, 1978
- Setting the Table, Dryad Press, 1980
- Waiting For My Life, New York, W. W. Norton & Co, 1981
- PM / AM, New York, W. W. Norton & Co, 1982
- A Fraction of Darkness, New York, Norton, 1985
- The Imperfect Paradise, New York, W. W. Norton & Company, 1988
- Heroes in Disguise, New York, W. W. Norton & Co, 1991
- An Early Afterlife, New York, W. W. Norton & Co, 1995
- Carnival Evening. New and Selected Poems: 1968-1998, New York, W. W. Norton & Co, 1998
- The Last Uncle, New York, W. W. Norton & Co, 2001
- Queen of a Rainy Country: Poems, W. W. Norton & Co, 2006
- Traveling Light: Poems, W.W. Norton & Company, janvier 2011 (lire en ligne)
- Insomnia: Poems, New York, W. W. Norton & Co, 2015
- A Dog Runs Through It, New York, W. W. Norton & Co, 2018

## Poésie en musique
Le compositeur Garth Baxter a mis en musique un certain nombre de poèmes de Linda Pastan. Son Three Poems by Linda Pastan (1995) se compose de Self Portrait at 44, Marks et Caroline. Skywriting (2016) comprend les poèmes There are poems, Spring, The Imperfect Paradise et Why are your poems so dark? Le titre du cycle de chansons a été choisi par Linda Pastan. Son mini-cycle Two Last Songs (2016) commence par le poème 1932 de Pastan.
L'enregistrement Ask the Moon, œuvres pour voix et piano de Garth Baxter, 2018, Navona Records, comprend Skywriting et Two Last Songs. Le titre de l'œuvre est tiré de la dernière ligne du poème de Pastan Why are your poems so dark? (Pourquoi vos poèmes sont-ils si sombres?)
L'enregistrement Katherine Keem Sings Songs et Arias de Garth Baxter, 2014, chez Centaur Records, commence par le cycle Three Poems de Linda Pastan.

## Traductions en français
- Une semaine en avril (poèmes choisis 1981/1995), traduit de l'anglais (américain) par Raymond Farina, Ebook, Recours au Poème éditeurs, collection Ailleurs, mars 2015
- Choix de poèmes traduits par Raymond Farina, Terre à Ciel, Voix du Monde, 2013
- Méditation près du Poêle, (Meditation by the Stove), Ce que nous désirons (What we Want), Anges (Angels),  Le livre (The Book), Dans un Pays du Nord (In a Northern Country), traduit de l'anglais (américain) par Raymond Farina, Diérèse, n°28, Ozoir-la-Ferrière, 2004-2005
- Ethique (Ethics), Il y a des Poèmes (There are Poems ), PM (PM), traductions de Raymond Farina, Journal des Poètes, n°1, Bruxelles, 2004